# Mese ale pomenirii (Cosăuți, pe locul fostei mănăstiri)
Mese ale pomenirii este un monument amplasat în Cosăuți, raionul Soroca, Republica Moldova. Este un monument de artă de importanță națională inclus în Registrul monumentelor Republicii Moldova ocrotite de stat cu nr. 2668 (raionul Soroca). Datează din sec. XIX-XX.